# Tommy the Little Dragon
Pour les articles homonymes, voir Tommy.
 (novembre 2019).
 (novembre 2019).
 (mars 2021).
Le contenu est difficilement compréhensible vu les erreurs de traduction, qui sont peut-être dues à l'utilisation d'un logiciel de traduction automatique.
Tommy the Little Dragon (en russe : Дракоша Тоша) est une série d'animation russe éducative sortie en 2017, basée sur les livres d'Oleg Roï.

## Synopsis
Tosha est un jeune dragon en peluche qui s'anime en présence des enfants. Il vit avec une famille de pandas et aide les enfants à surmonter les problèmes qu'ils rencontrent dans le monde magique. Lorsque Tosha réalise que les enfants ne s'entraident pas, il les invite à aller voir la fée Zabotushka. Tosha est accompagné de Toyroychik, une boîte à bulles de savon qui se transforme en hippocampe.

## Créateurs
- Réalisateur : Andrei Bakhurin
- Scénariste : Inga Kirkiz
- Artistes : Anna Umanets, Elena Bryutten-Firsova
- Animateurs : K. Muravei, M. Kolpakova, Kirill Vorontsov, E. Sedova, Yu. Kutyumov, E. Demenkova, Anelya Gusha, M. Chugunova, Vadim Merkulov, M. Isakova, V. Vasyukhichev, Alla Yaroshenko, A. Oginskaya, D. Kravchenko, G. Demin, T. Tishenina, T. Tishenina, Yulia Lis, A. Ivanova, M Belyaev, Oleg Sheplyakov
- Producteurs : L. Vavilova, O. Roy, S. Kosinsky, Samson Polyakov, D. Davydova
- Compositeur : Alexander To
- Ingénieurs du son : Igor Yakovel, Denis Dushin
- Rôles exprimés : Andrey Levin, Julia Rudina

## Prix et festivals
- 2018 - Festival ouvert de films d’animation de Souzdal ouvert en Russie : série animée "Shkola zaboty (Drakosha Tosha)"[1].